# Campionati del mondo di atletica leggera 2009 - Salto in alto femminile
La gara di salto in alto femminile ai campionati del mondo di atletica leggera 2009 si è tenuta il 18 e il 20 agosto. Hanno partecipato 33 atlete.
La medaglia d'oro è stata vinta dalla croata Blanka Vlašić con la misura di 2,04 m, mentre argento e bronzo sono andati, rispettivamente, alla tedesca Ariane Friedrich e all'italiana Antonietta Di Martino. La medaglia d'argento era stata originariamente assegnata alla russa Anna Chicherova, ma poi ritirata per doping.
Gli standard di qualificazione erano di 1,95 m

## Record
| Record                      | Prestazione         | Atleta | Luogo e data                 |
| --------------------------- | ------------------- | ------ | ---------------------------- |
| Record del mondo            | Stefka Kostadinova  | 2,09 m | Roma, 30 agosto 1987         |
| Record dei campionati       | Stefka Kostadinova  | 2,09 m | Roma, 30 agosto 1987         |
| Primato mondiale stagionale | Ariane Friedrich    | 2,06 m | Berlino, 14 giugno 2009      |
| Record africano             | Hestrie Cloete      | 2.06 m | Parigi, 31 agosto 2003       |
| Record asiatico             | Marina Aitova       | 1,99 m | Atene, 13 luglio 2009        |
| Record nordamericano        | Silvia Costa        | 2,04 m | Barcellona, 9 settembre 1989 |
| Record sudamericano         | Solange Witteveen   | 1,96 m | Oristano, 8 settembre 1997   |
| Record europeo              | Stefka Kostadinova  | 2,09 m | Roma, 30 agosto 1987         |
| Record oceanico             | Vanessa Browne-Ward | 1,98 m | Perth, 12 febbraio 1989      |

## Qualificazioni
Si qualificano alla finale le atlete che superano gli 1,95 m (Q) e le prime 12 (q).
| Pos. | Gruppo | Nome                  | Nazione         | 1,80 | 1,85 | 1,89 | 1,92 | 1,95 | Misura | Note                                     |
| ---- | ------ | --------------------- | --------------- | ---- | ---- | ---- | ---- | ---- | ------ | ---------------------------------------- |
| 1    | A      | Blanka Vlašić         | Croazia         | -    | o    | o    | o    | o    | 1,95   | Q                                        |
| 1    | B      | Ariane Friedrich      | Germania        | -    | -    | -    | -    | o    | 1,95   | Q                                        |
| 1    | B      | Emma Green            | Svezia          | -    | o    | -    | o    | o    | 1,95   | Q                                        |
| 4    | A      | Chaunte Howard        | Stati Uniti     | o    | o    | xo   | o    | o    | 1,95   | Q                                        |
| 4    | A      | Ruth Beitia           | Spagna          | -    | o    | o    | xo   | o    | 1,95   | Q                                        |
| 4    | B      | Antonietta Di Martino | Italia          | o    | o    | xo   | o    | o    | 1,95   | Q                                        |
| 7    | B      | Amy Acuff             | Stati Uniti     | o    | o    | o    | xxo  | xo   | 1,95   | Q,                                       |
| 8    | A      | Meike Kröger          | Germania        | o    | o    | o    | o    | xxx  | 1,92   | q                                        |
| 9    | A      | Svetlana Shkolina     | Russia          | o    | o    | o    | xo   | xxx  | 1,92   | q                                        |
| 9    | A      | Melanie Melfort       | Francia         | o    | o    | o    | xo   | xxx  | 1,92   | q                                        |
| 11   | A      | Marina Aitova         | Kazakistan      | o    | o    | xo   | xo   | xxx  | 1,92   |                                          |
| 11   | B      | Adonía Steryíou       | Grecia          | xo   | o    | o    | xo   | xxx  | 1,92   | Miglior prestazione personale stagionale |
| 13   | B      | Venelina Veneva       | Bulgaria        | o    | xo   | o    | xxo  | xxx  | 1,92   |                                          |
| 14   | B      | Kamila Stepaniuk      | Polonia         | o    | o    | xxo  | xxo  | xxx  | 1,92   |                                          |
| 15   | A      | Anna Iljuštšenko      | Estonia         | o    | o    | o    | xxx  |      | 1,89   |                                          |
| 15   | A      | Vita Palamar          | Ucraina         | -    | o    | o    | xxx  |      | 1,89   |                                          |
| 15   | A      | Sharon Day            | Stati Uniti     | o    | o    | o    | xxx  |      | 1,89   |                                          |
| 15   | B      | Petrina Price         | Australia       | o    | o    | o    | xxx  |      | 1,89   |                                          |
| 19   | A      | Iva Straková          | Repubblica Ceca | o    | o    | xo   | xxx  |      | 1,89   |                                          |
| 19   | A      | Svetlana Radzivil     | Uzbekistan      | o    | o    | xo   | xxx  |      | 1,89   |                                          |
| 19   | B      | Hanna Grobler         | Finlandia       | o    | o    | xo   | xxx  |      | 1.89   |                                          |
| 22   | A      | Levern Spencer        | Santa Lucia     | -    | o    | xxo  | xxx  |      | 1,89   |                                          |
| 22   | B      | Nadiya Dusanova       | Uzbekistan      | o    | o    | xxo  | xxx  |      | 1,89   |                                          |
| 24   | A      | Noengrothai Chaipetch | Tailandia       | xxo  | o    | xxo  | xxx  |      | 1,89   | Miglior prestazione personale stagionale |
| 25   | B      | Doreen Amata          | Nigeria         | o    | o    | xxx  |      |      | 1,85   |                                          |
| 26   | A      | Caterine Ibargüen     | Colombia        | o    | xo   | xxx  |      |      | 1,85   |                                          |
| 26   | B      | Stine Kufaas          | Norvegia        | o    | xo   | xxx  |      |      | 1,85   |                                          |
| 28   | B      | Yekaterina Yevseyeva  | Kazakistan      | xo   | xo   | xxx  |      |      | 1,85   |                                          |
| 29   | A      | Deirdre Ryan          | Irlanda         | o    | xxo  | xxx  |      |      | 1,85   |                                          |
| 30   | A      | Romary Rifka          | Messico         | o    | xxx  |      |      |      | 1,80   |                                          |
|      | B      | Bui Thi Nhung         | Vietnam         | xxx  |      |      |      |      | nm     |                                          |
|      | B      | Anna Chicherova       | Russia          | -    | o    | o    | xo   | o    | dq     | Q                                        |
|      | B      | Yelena Slesarenko     | Russia          | -    | o    | o    | xxo  | xxo  | dq     | Q                                        |

## Finale
| Pos.    | Nome                  | Nazione     | 1,87 | 1,92 | 1,96 | 1,99 | 2,02 | 2,04 | 2,06 | 2,10 | Misura | Note                                     |
| ------- | --------------------- | ----------- | ---- | ---- | ---- | ---- | ---- | ---- | ---- | ---- | ------ | ---------------------------------------- |
| Oro     | Blanka Vlašić         | Croazia     | o    | o    | o    | o    | xo   | xo   | -    | xxx  | 2,04   |                                          |
| Argento | Ariane Friedrich      | Germania    | -    | o    | -    | o    | xxo  | xx-  | x    |      | 2,02   |                                          |
| Bronzo  | Antonietta Di Martino | Italia      | o    | o    | xo   | xo   | xxx  |      |      |      | 1,99   |                                          |
| 4       | Ruth Beitia           | Spagna      | o    | o    | o    | xxo  | xxx  |      |      |      | 1,99   |                                          |
| 5       | Svetlana Shkolina     | Russia      | o    | o    | o    | xxx  |      |      |      |      | 1,96   |                                          |
| 6       | Emma Green            | Svezia      | o    | o    | xo   | xxx  |      |      |      |      | 1,96   | Miglior prestazione personale stagionale |
| 6       | Chaunte Howard        | Stati Uniti | o    | o    | xo   | xxx  |      |      |      |      | 1,96   |                                          |
| 8       | Melanie Melfort       | Francia     | xo   | o    | xxx  |      |      |      |      |      | 1,92   |                                          |
| 9       | Meike Kröger          | Germania    | o    | xxx  |      |      |      |      |      |      | 1,87   |                                          |
| 10      | Amy Acuff             | Stati Uniti | xxo  | xxx  |      |      |      |      |      |      | 1,87   |                                          |
|         | Anna Chicherova       | Russia      | o    | o    | xo   | o    | o    | xxx  |      |      | dq     |                                          |
|         | Yelena Slesarenko     | Russia      | o    | xxo  | xxx  |      |      |      |      |      | dq     |                                          |